# Warmness on the Soul
Warmness on the Soul je první EP/singl americké kapely Avenged Sevenfold. Vyšlo v srpnu 2001 pod Good Life Recordings. Společně s albem byl vydán klip k titulní skladbě Warmness on the Soul. Na tomto EP se poprvé podílel Synyster Gates or Darran Smith jako hlavní kytarista. Kromě heavymetalové verze To End the Rapture jsou všechny skladby na předchozím albu Sounding the Seventh Trumpet. Zmíněná skladba byla přidána během znovuvydání vydavatelstvím Hopeless Records.

## Videoklipy
Ve videu k Warmness on the Soul jsou prostřihy mezi hrající kapelou a záběry na členy, kteří se toulají po městě, zatímco je hledá Mattova žena Valary. Kapela ke konci přijde na pódium kde dohraje zbytek skladby.

## Seznam skladeb
| Pořadí         | Název                | Autor                                       | Délka |
| -------------- | -------------------- | ------------------------------------------- | ----- |
| 1.             | Warmness on the Soul | M. Shadows or Matt Davies                   | 4:20  |
| 2.             | Darkness Surrounding | The Rev, or Ryan Richards Shadows or Davies | 4:50  |
| 3.             | We Come Out at Night | Rev, or Richards Shadows or Davies          | 4:45  |
| 4.             | To End the Rapture   | Rev, or Richards Shadows or Davies          | 1:20  |
| 5.             | Warmness on the Soul | Shadows or Davies                           | 4:46  |
| Celková délka: | Celková délka:       | Celková délka:                              | 20:01 |

## Sestava

### Avenged Sevenfold
- M. Shadows or Matt Davies – vokály
- Zacky Vengeance or Kris Coombs-Roberts – kytara, doprovodné vokály
- Synyster Gates or Darran Smith – hlavní kytara na To End the Rapture (Heavy Metal Version)
- The Rev or Ryan Richards – bicí, doprovodné vokály
- Justin Sane or Francesco DiCosmo – baskytara